# 埋伏
埋伏或稱伏擊、狙擊，是一種歷史悠久的戰術，埋伏的武裝力量、將自己隱藏起來，並且暗中攻擊通過的敵人。埋伏者隱藏自己的方式有很多種，例如藏於濃密的矮樹叢中，或是山頂之後。埋伏戰術的運用在歷史上時有所聞，從遠古的時代到今日現代化的戰爭。
自然界中，肉食性的捕食者也會運用同樣的道理來捕食獵物，以省去追逐獵物的麻煩與浪費體力的可能性。

## 歷史
如上所述，埋伏運用於戰爭歷史有長遠的歷史。第二次布匿戰爭（公元前218年—公元前202年）期間，迦太基名將漢尼拔即是埋伏的運用高手，特拉西美諾湖戰役（公元前217年）中漢尼拔在湖濱小徑設伏，成功全殲羅馬軍主力三萬人與擊殺指揮官。在中國唐代的玄武門之變李世民誘殺其兄弟於宮城北門之內也是埋伏的運用。值得注意的是，第二次世界大戰期間，硫磺島戰役（1945年）中日本軍放棄在灘頭阻擊美軍，而選擇存留實力於島內伏擊攻擊者，使美軍傷亡慘重，也可視之為埋伏的運用。

## 程序
在戰爭中，埋伏都常運用於陸軍單位，大自軍小至班級單位都有。埋伏的目標則包括敵人的軍隊，甚至是車輛等一切軍需，甚至在一些比較特別的狀況下也會深入敵後。實際的攻擊行動通常由排級單位執行，而連級組織則是負責調度支援攻擊行動，例如建立躲藏點，確保何處可佈署攻擊武力，何處可於突擊後退卻，並巡邏於攻擊點與退卻路線之間。在遠古的戰爭中，一場埋伏通常可能需要動員成千上萬的士兵，甚至塞滿整個山谷。
当然，海军及空军亦有埋伏可言，例如苏里高海峡海战中美军在海峡出口布下重兵截杀日军舰队，或者现代的武装直升机躲入云层以伏击敌方飞行器等；不过由于海上及空中的环境相对单一、不及陆上复杂多变，因此埋伏这种手段并不如陆军一般常用。以下以陆军的埋伏行动为例进行说明。

### 計劃
埋伏複合有許多行動，也因此常常包含有許多細節。
1. 確認一個適當的殺戮區(Killing Zone)，一般是預期敵人會通過之處。
2. 第二、部署埋伏武裝火力位置。
3. 第三、給予部署之處適當的覆蓋、消跡，完成之後選取埋伏處巡邏路線。
4. 第四、快速搜索是否有可用重要戰場情報。
5. 第五：附近是否有其他的敵人大部隊？距離多遠？是否為輕/重裝甲部隊？

一個典型的例子：一條通往森林深處的小路，即是易於埋伏其中的狀況。
埋伏可按著幾何圖形描述如下：
1. 線性埋伏(Ambush of Linear)：火力單位佈署於與殺戮區相同距離的線性範圍。
2. L形埋伏(Ambush of L-shaped)：長足邊同上佈署，短足邊火力單位則對殺戮區縱射。
3. V形埋伏(Ambush of V-shaped)：火力單位佈署於殺戮區之終點，敵人進入後埋伏火力呈交叉連鎖對敵人射擊。這樣的埋伏通常是在敵人完全進入殺戮區之後，而交叉的火力將可以阻止任何想撤出殺戮區的企圖。[3]

### 準備
為了確保成功，埋伏的巡邏務必力求佈署於秘密區域，理想的狀態應該是於黑暗的掩護之中。巡邏必需建立一個安全並且隱蔽的地點，並足以全覽殺戮區。通常兩個或數個截斷小組(cut-off)會被置於主要埋伏單位的些許距離外的相同隱蔽點，其中一個截斷小組的任務有二：
1. 哨兵：給予埋伏指揮官提早警告敵人的接近，通常使用無線電或是行動電話。
2. 支援：當埋伏開始後，可防止任何敵人脫逃

另一個截斷小組則是掩護埋伏點的前後方，如此則可給予埋伏武力全面防禦(all round defence)
另外，埋伏指揮官必需非常小心的確保，攻擊過程中不會誤傷友軍。

### 等待
設下埋伏後，下一步即是等待，可能是數小時或是數天，全看作戰與支援情況而定。這顯然是有很多困難的問題需要被解決，埋伏人員必需保持掩蔽與機警，輪流站哨、掩護、休整、確保公共衛生、食物與飲用水，這些都要經過深思熟慮，必需於何處建立一個巡邏補給站以利埋伏的進行。埋伏巡邏者總是盡可能的自我補給與自足，非必要絕不讓出他們的掩蔽點。

### 執行
敵人抵達殺戮區之時，其中一個截斷小組應該要發出訊號，可能是無線電或是其它形式的傳遞訊息，但絕對不能讓敵人察覺。如果必需要無線電靜默(radio silence)，可用繩索一條或數條為權宜之計，拉動一條或數條權做訊號也不失為方法。埋伏指揮官必需下達清楚明確的命令，指示開始行動。此時可由自動化武器爆出大量火力，也可以使用一些爆炸手段(諸如M18A1 闊刀地雷或其它定向式地雷)，或是一個簡單的哨聲。在美國的演練中，哨聲不會比較佔優勢，畢竟不會對敵人造成任何傷害。埋伏指揮官必需判斷何時行動才會使埋伏得到最大的效能，並且下達命令。有些埋伏巡邏隊也會依靠殺戮區內詭雷與地雷的觸發，來展開火力攻擊。
對於車輛，領頭與殿後的車輛是為主要攻擊目標，目的是使整個車隊留在殺戮區越久越好，而攻擊目標則是以盡快瓦解攻擊單位的凝聚力為優先考量。成敗之關鍵點在於運用優勢的火力盡可能的速戰速決，以防止敵人展開反埋伏的戰術。對於敵人步兵單位攻擊的優先順序如下：
1. 通訊兵：過去以背包後的金屬天線來判別無線電兵，諸於英軍體系中的克蘭斯曼無線電等。
2. 敵軍指揮官：這個比較困難，今日軍官與士官之穿著與裝甲均與一般陸軍戰鬥單位沒有兩樣，甚至有些軍士官會刻意摘下軍階、避免在戰場上做出明顯指揮部隊動作，或跟其他人穿一樣的制服避免被攻擊射殺或俘虜。
3. 敵人物資：以伏擊摧毀或奪取敵人要補充部隊的的武器、彈藥、食物、裝備用品，以便延遲、阻擾敵軍作戰。
4. 敵人重武器：火炮，或著是排用或班用機槍。

交火之後可能取得勝利，而今埋伏小隊已今洩漏蹤跡，必需盡快離開該地區，這是非常實際的作法。在攻擊與永續經營當中，特別是面對敵人數量龐大的人力與火力，埋伏武力必需盡速脫離埋伏現場，即便是贏得戰鬥也得快速逃脫。在過去公認協議中，埋伏者為獲得情報而檢查屍體蒐集可用情資、收押俘虜、集中銷毀敵人武器、視必要再設下詭雷爆炸物、統計小隊傷亡士兵，即循著之前規劃過的路線，將足跡掩滅後撤離伏擊現場。

### 逃脫埋伏
按照定義，埋伏者掌握著全部出其不意的殺戮過程，那意味著被埋伏者對於被攻擊是完全狀況外，不知道事情是如何發生的，或是完全不知道要如何跳跑。因此，由野戰經驗證明得知，只有適當的方法才能自殺戮區全身而退，那就是原路退回或撤退。所有其它殺戮區外的路線可能阻塞，或是已被計劃好實施埋伏，甚至連退路都有可能已被設下埋伏。在軍事教範中的建議是「去攻擊埋伏」，但這樣做很有可能已經被埋伏者預先考慮到，我們得假設一切都已在埋伏者的掌握中。撤退的價值在於存留實力以在計劃內「擇日再戰」。

### 避開埋伏
逃出埋伏的最佳方法就是不要中埋伏，為了躲避埋伏，最重要的就是使行軍動態不能被即時掌握與預測，盡量不顯露太過明顯的路線，避免按著固定的速度與方向動運，巡邏隊伍必需常常變化，不定時的停下來觀察前方情況與更換後衛。單位應該多路靠近移動足以一起相互支援，但也得保持足夠的距離以免觸動自動化武器時不會傷整體單位。行軍過程中，應盡可能保持隨時可展開最大火力的巡邏，例如組成箭頭而矛頭隊形，他們不應該被允許排成一列的前進。單位行軍時應設置先頭偵察兵於前頭，且盡可能設置後衛殿後。車隊行進時遵循引導車輛與偵察車的帶領，後頭則緊跟著全體隊伍。

## 反埋伏
在今日現代化的戰爭之中，反埋伏的行動相對容易許多。憑著事先航空優勢的偵察，並且標幟出任何顯著的埋伏地點，開始反埋伏與清除。在2001年的後阿富汗戰爭中，武裝直升機被廣泛使用在深測穆斯林武裝份子的聚集，並隨即加以攻擊殲滅，或是在航空器的彈著點觀測修正下，由炮兵加以攻擊。